# Тис ягідний (пам'ятка природи, Одеса)
Тис я́гідний — ботанічна пам'ятка природи місцевого значення в Україні. Об'єкт розташований на території м. Одеси, пров. Обсерваторний, 3. 
Площа — 0,02 га. Статус отриманий у 1993 році. Перебуває у віданні Комунального підприємства «Міськзелентрест». 
Статус надано для збереження рідкісного виду — тису ягідного, занесеного до Червоної книги України. 